# Archidiecezja Maputo
Archidiecezja Maputo (łac. Archidioecesis Maputensis, port. Arquidiocese de Maputo) – rzymskokatolicka archidiecezja ze stolicą w Maputo, w Mozambiku.
W archidiecezji służy 265 braci i 435 sióstr zakonnych.

## Sufraganie archidiecezji Maputo
Metropolia Maputo jest jedną z trzech mozambickich metropolii katolickich. Sufraganiami archidiecezji Maputo są diecezje:
- Inhambane
- Xai-Xai

## Historia
Za pontyfikatu Pawła V, 21 stycznia 1612, powstała administratura apostolska Mozambiku. Dotychczas wierni z tej ówczesnej portugalskiej kolonii należeli do diecezja Goa w Indiach. Nowa jednostka kościelna swym zasięgiem objęła ogromne połacie południowej Afryki.
W 1783 erygowano prałaturę terytorialną Mozambiku.
18 czerwca 1818 prałatura terytorialna Mozambiku utraciła część swojego terytorium na rzecz wikariatu apostolskiego Przylądka Dobrej Nadziei i Terenów Przyległych (obecnie archidiecezja kapsztadzka) w Kolonii Przylądkowej. Była to pierwsza katolicka jednostka struktury kościelnej ze stolicą na terenie obecnej Republiki Południowej Afryki.
4 września 1940 Pius XII bullą Sollemnibus Conventionibus podzielił prałaturę terytorialną Mozambiku, która dotychczas była jedynym biskupstwem w tej kolonii. Wyodrębniły się diecezje Beira i Nampula (obecnie obie one są archidiecezjami), a sama prałatura została wyniesiona do godności archidiecezji, której sufraganiami zostały nowe diecezje. Reorganizacja ta wiązała się również ze zmianą nazwy omawianej struktury kościelnej na archidiecezja Lourenço Marques (od ówczesnej nazwy Maputo).
Rozwój katolicyzmu w Mozambiku spowodował powstawanie nowych diecezji. Z archidiecezji Lourenço Marques wydzielono:
- 3 sierpnia 1962 - diecezje Inhambane
- 19 czerwca 1970 - diecezje João Belo (obecnie diecezja Xai-Xai)

Rok po uzyskaniu niepodległości przez Mozambik i zmianie nazwy jego stolicy na Maputo papież Paweł VI, 18 września 1976, zmienił nazwę archidiecezji na obecną.
4 czerwca 1984 diecezje Beira i Nampula zostały podniesione do godności archidiecezji. Tym samym metropolia Maputo przestała być jedyną mozambicką metropolią.

## Ordynariusze Maputo
Obecnie arcybiskupem metropolitą Maputo jest abp João Carlos Hatoa Nunes. Posługę biskupią w Maputo pełni od 5 maja 2023.
Arcybiskupem seniorem jest abp Francisco Chimoio OFMCap - ordynariusz w latach 2003 - 2023.